# Sven Coomer
Pour les articles homonymes, voir Coomer.
Sven Coomer (né le 12 octobre 1940 et mort le 10 mars 2025) est un pentathlonien moderne australien. Il participe aux Jeux olympiques d'été de 1956.

## Carrière
Sven Coomer est venu étudier le design en Suède, où il a appris à skier. Plus tard il travaille comme moniteur de ski et directeur d'une école de ski aux États-Unis. Cette carrière l'a conduit à dessiner des bottes de ski pour la firme italienne Nordica, et ses créations ont par la suite été largement imitées par d'autres entreprises.